# Promozione Campania-Molise 1985-1986
Nella stagione 1985-1986 la Promozione era sesto livello del calcio italiano (il massimo livello regionale). Qui vi sono le statistiche relative al campionato in Campania e in Molise.
Il campionato è strutturato in vari gironi all'italiana su base regionale, gestiti dai Comitati Regionali di competenza. Promozioni alla categoria superiore e retrocessioni in quella inferiore non erano sempre omogenee; erano quantificate all'inizio del campionato dal Comitato Regionale secondo le direttive stabilite dalla Lega Nazionale Dilettanti, ma flessibili, in relazione al numero delle società retrocesse dal Campionato Interregionale e perciò, a seconda delle varie situazioni regionali, la fine del campionato poteva avere degli spareggi sia di promozione che di retrocessione.

## Girone A

### Squadre partecipanti
| Club                        | Città (provincia)           | Stadio | Stagione precedente |
| --------------------------- | --------------------------- | ------ | ------------------- |
| A.S. Casale Bonito          | Casal di Principe (CE)      |        |                     |
| A.S. Cellole                | Cellole (CE)                |        |                     |
| Pol. Club Napoli Carinaro   | Carinola (CE)               |        |                     |
| Pol. Larino                 | Larino (CB)                 |        |                     |
| U.S. Maddalonese            | Maddaloni (CE)              |        |                     |
| A.C. Montesarchio           | Montesarchio (BN)           |        |                     |
| A.S. Real Aversa            | Aversa (CE)                 |        |                     |
| Pol. San Giorgio del Sannio | San Giorgio del Sannio (BN) |        |                     |
| U.S. Sanciprianese          | San Cipriano d'Aversa (CE)  |        |                     |
| Sant'Angelo in Formis (-1)  | Capua (CE)                  |        |                     |
| S.S.C. Santantimese         | Sant'Antimo (NA)            |        |                     |
| Sporting Secondigliano      | Napoli                      |        |                     |
| U.S. Succivo                | Succivo (CE)                |        |                     |
| S.S. Torrecuso Riviera      | Torrecuso (BN)              |        |                     |
| A.C. Villa Literno          | Villa Literno (CE)          |        |                     |
| A.C. Virtus Sessana         | Sessa Aurunca (CE)          |        |                     |

### Classifica finale
|  | Pos. | Squadra                    | Pt | G  | V  | N  | P  | GF | GS | DR  |
|  | ---- | -------------------------- | -- | -- | -- | -- | -- | -- | -- | --- |
|  | 1.   | Sanciprianese              | 46 | 30 | 16 | 14 | 0  | 42 | 15 | +27 |
|  | 2.   | Real Aversa                | 45 | 30 | 18 | 9  | 3  | 51 | 20 | +31 |
|  | 3.   | Sant'Antimese              | 37 | 30 | 12 | 13 | 5  | 46 | 31 | +15 |
|  | 4.   | Maddalonese                | 34 | 30 | 13 | 8  | 9  | 50 | 31 | +19 |
|  | 5.   | Virtus Sessana             | 34 | 30 | 10 | 14 | 6  | 34 | 19 | +15 |
|  | 6.   | Club Napoli Carinaro       | 32 | 30 | 9  | 14 | 7  | 25 | 24 | +1  |
|  | 7.   | Casale Bonito              | 31 | 30 | 11 | 9  | 10 | 43 | 34 | +9  |
|  | 8.   | Larino                     | 29 | 30 | 12 | 5  | 13 | 38 | 36 | +2  |
|  | 9.   | Cellole                    | 29 | 30 | 9  | 11 | 10 | 29 | 31 | -2  |
|  | 10.  | Torrecuso Riviera (-1)     | 29 | 30 | 12 | 6  | 12 | 33 | 43 | -10 |
|  | 11.  | Succivo                    | 27 | 30 | 8  | 11 | 11 | 31 | 25 | +6  |
|  | 12.  | San Giorgio del Sannio     | 27 | 30 | 9  | 9  | 12 | 29 | 40 | -11 |
|  | 13.  | Sporting Secondigliano     | 27 | 30 | 8  | 11 | 11 | 28 | 34 | -6  |
|  | 14.  | Montesarchio               | 23 | 30 | 6  | 10 | 14 | 32 | 43 | -11 |
|  | 15.  | Villa Literno              | 19 | 30 | 6  | 7  | 17 | 18 | 38 | -20 |
|  | 16.  | Sant'Angelo in Formis (-1) | 10 | 30 | 3  | 5  | 22 | 12 | 77 | -65 |

## Girone B

### Squadre partecipanti
| Club                                  | Città (provincia)              | Stadio    | Stagione precedente |
| ------------------------------------- | ------------------------------ | --------- | ------------------- |
| Polisportiva Bruscianese Club Azzurro | Brusciano (NA)                 |           |                     |
| Casenuove                             | Napoli                         |           |                     |
| Casoria                               | Casoria (NA)                   | San Mauro | Inattiva            |
| S.S. Colombo Olimpic San Giovanni     | Napoli                         |           |                     |
| Polisportiva Don Bosco Oplonti        | Torre Annunziata (NA)          |           |                     |
| Intercaprese                          | Capri (NA)                     |           |                     |
| S.S. Portici                          | Portici (NA)                   |           |                     |
| Portici New Line                      | Portici (NA)                   |           |                     |
| U.S. Puteolana 1909                   | Pozzuoli (NA)                  |           |                     |
| Real Santa Lucia Ponticelli           | Napoli                         |           |                     |
| S.C. Sangiuseppese                    | San Giuseppe Vesuviano (NA)    |           |                     |
| Polisportiva Sanità                   | Napoli                         |           |                     |
| A.C. Sansebastianese                  | San Sebastiano al Vesuvio (NA) |           |                     |
| A.S.C. Saviano                        | Saviano (NA)                   |           |                     |
| A.C. Scisciano                        | Scisciano (NA)                 |           |                     |
| U.P. Sibilla Bacoli                   | Bacoli (NA)                    |           |                     |

### Classifica finale
|  | Pos. | Squadra                      | Pt | G  | V  | N  | P  | GF | GS | DR  |
|  | ---- | ---------------------------- | -- | -- | -- | -- | -- | -- | -- | --- |
|  | 1.   | Casoria                      | 45 | 30 | 18 | 8  | 4  | 46 | 23 | +23 |
|  | 2.   | Portici New Line             | 45 | 30 | 17 | 11 | 2  | 53 | 22 | +31 |
|  | 3.   | Real Santa Lucia Ponticelli  | 43 | 30 | 16 | 11 | 3  | 42 | 14 | +28 |
|  | 4.   | Sangiuseppese                | 34 | 30 | 13 | 8  | 9  | 31 | 20 | +11 |
|  | 5.   | Don Bosco Oplonti            | 34 | 30 | 12 | 10 | 8  | 35 | 26 | +9  |
|  | 6.   | Puteolana                    | 34 | 30 | 11 | 12 | 7  | 25 | 18 | +7  |
|  | 7.   | Sansebastianese              | 31 | 30 | 12 | 7  | 11 | 31 | 36 | -5  |
|  | 8.   | Portici                      | 29 | 30 | 8  | 13 | 9  | 33 | 27 | +6  |
|  | 9.   | Sibilla Bacoli               | 29 | 30 | 10 | 9  | 11 | 27 | 32 | -5  |
|  | 10.  | Bruscianese Club Azzurro     | 28 | 30 | 9  | 10 | 11 | 37 | 35 | +2  |
|  | 11.  | Saviano                      | 28 | 30 | 8  | 12 | 10 | 23 | 26 | -3  |
|  | 12.  | Sanità                       | 27 | 30 | 9  | 9  | 12 | 34 | 34 | 0   |
|  | 13.  | Casenuove                    | 27 | 30 | 8  | 11 | 11 | 25 | 28 | -3  |
|  | 14.  | Intercaprese                 | 23 | 30 | 6  | 11 | 13 | 28 | 38 | -10 |
|  | 15.  | Scisciano                    | 13 | 30 | 4  | 5  | 21 | 27 | 83 | -56 |
|  | 16.  | Colombo Olimpic San Giovanni | 11 | 30 | 2  | 7  | 21 | 15 | 50 | -35 |

### Spareggio 1º posto
| Squadra 1 | Risultato       | Squadra 2        |
| --------- | --------------- | ---------------- |
| Casoria   | 1 - 1 (?-? dcr) | Portici New Line |

| Salerno                                      | Casoria              | 1 – 1 (d.t.s.) | Portici New Line | Stadio Vestuti |
| \| \| \| \| \| \| Tiri di rigore ? – ? \| \| |                      |                |                  |                |
|                                              |                      |                |                  |                |
|                                              | Tiri di rigore ? – ? |                |                  |                |

Il Casoria vince ai calci di rigore.

## Girone C

### Squadre partecipanti
| Club                        | Città (provincia)         | Stadio | Stagione precedente |
| --------------------------- | ------------------------- | ------ | ------------------- |
| A.C. Angri                  | Angri (SA)                |        |                     |
| Polisportiva Penta Vittoria | Fisciano (SA)             |        |                     |
| A.C. Ebolitana              | Eboli (SA)                |        |                     |
| U.S. Faiano                 | Faiano (SA)               |        |                     |
| Polisportiva Gelbison       | Vallo della Lucania (SA)  |        |                     |
| Pol. Internocera            | Nocera Superiore (SA)     |        |                     |
| S.S. Nuova Sanseverinese    | Mercato San Severino (SA) |        |                     |
| A.C. Nuovo Terzigno         | Terzigno (NA)             |        |                     |
| G.S. Olevanese              | Olevano sul Tusciano (SA) |        |                     |
| Pol. Pontecagnano Faiano    | Pontecagnano Faiano (SA)  |        |                     |
| Real Sant'Anna              | Battipaglia (SA)          |        |                     |
| A.C. Sant'Antonio Abate     | Sant'Antonio Abate (NA)   |        |                     |
| A.C. Sianese                | Siano (SA)                |        |                     |
| S.C. Spes                   | Battipaglia (SA)          |        |                     |
| Vallo di Diano              | Polla (SA)                |        |                     |
| U.S. Vico Equense           | Vico Equense (NA)         |        |                     |

### Classifica finale
|  | Pos. | Squadra                 | Pt | G  | V  | N  | P  | GF | GS | DR  |
|  | ---- | ----------------------- | -- | -- | -- | -- | -- | -- | -- | --- |
|  | 1.   | Angri                   | 48 | 30 | 18 | 12 | 0  | 45 | 17 | +28 |
|  | 2.   | Sant'Antonio Abate      | 46 | 30 | 19 | 8  | 3  | 62 | 23 | +39 |
|  | 3.   | Nuovo Terzigno          | 38 | 30 | 14 | 10 | 6  | 39 | 24 | +15 |
|  | 4.   | Comunale Penta Vittoria | 35 | 30 | 12 | 11 | 7  | 31 | 25 | +6  |
|  | 5.   | Pontecagnano Faiano     | 31 | 30 | 9  | 13 | 8  | 25 | 23 | +2  |
|  | 6.   | Faiano                  | 29 | 30 | 7  | 15 | 8  | 28 | 29 | -1  |
|  | 7.   | Spes                    | 29 | 30 | 8  | 13 | 9  | 27 | 30 | -3  |
|  | 8.   | Internocera             | 29 | 30 | 9  | 11 | 10 | 30 | 35 | -5  |
|  | 9.   | Vallo di Diano          | 28 | 30 | 5  | 18 | 7  | 20 | 23 | -3  |
|  | 10.  | Sianese                 | 27 | 30 | 9  | 9  | 12 | 30 | 33 | -3  |
|  | 11.  | Gelbison                | 27 | 30 | 8  | 11 | 11 | 23 | 26 | -3  |
|  | 12.  | Vico Equense            | 27 | 30 | 6  | 15 | 9  | 20 | 28 | -8  |
|  | 13.  | Nuova Sanseverinese     | 26 | 30 | 9  | 8  | 13 | 32 | 37 | -5  |
|  | 14.  | Ebolitana               | 25 | 30 | 6  | 13 | 11 | 30 | 31 | -1  |
|  | 15.  | Olevanese               | 22 | 30 | 5  | 12 | 13 | 18 | 37 | -19 |
|  | 16.  | Real Sant'Anna          | 13 | 30 | 3  | 7  | 20 | 16 | 55 | -39 |

## Spareggi promozione
Spareggi promozione tra le prime classificate
|  | Pos. | Squadra       | Pt | G | V | N | P | GF | GS | DR |
|  | ---- | ------------- | -- | - | - | - | - | -- | -- | -- |
|  | 1.   | Angri         | 3  | 2 | 1 | 1 | 0 | 3  | 1  | +2 |
|  | 2.   | Sanciprianese | 2  | 2 | 0 | 2 | 0 | 2  | 2  | 0  |
|  | 3.   | Casoria       | 1  | 2 | 0 | 1 | 1 | 3  | 5  | -2 |

| Nola ??? 1986 | Angri | 0 – 0 | Sanciprianese |  |

| Nola ??? 1986 | Casoria | 1 – 3 | Angri |  |

| Nola ??? 1986 | Sanciprianese | 2 – 2 | Casoria |  |

### Verdetti finali
- Angri e Sanciprianese sono promosse al Campionato Interregionale 1986-87.